# قو دان (متزلجة)
قو دان هي متزلجة صينية، ولدت في 6 ديسمبر 1990 في بكين في الصين.

## وصلات خارجية
- قو دان على موقع SpeedSkatingBase.eu (الإنجليزية)
- قو دان على موقع SpeedSkatingNews.info (الإنجليزية)
- قو دان على موقع SpeedSkatingStats.com (الإنجليزية)
- قو دان على موقع Rollerstory.net
- قو دان على موقع اللجنة الأولمبية الدولية (الإنجليزية)
- قو دان على موقع أوليمبيديا (الإنجليزية)
- قو دان على موقع اللجنة الأولمبية الصينية (الإنجليزية)